# Karl Behrens

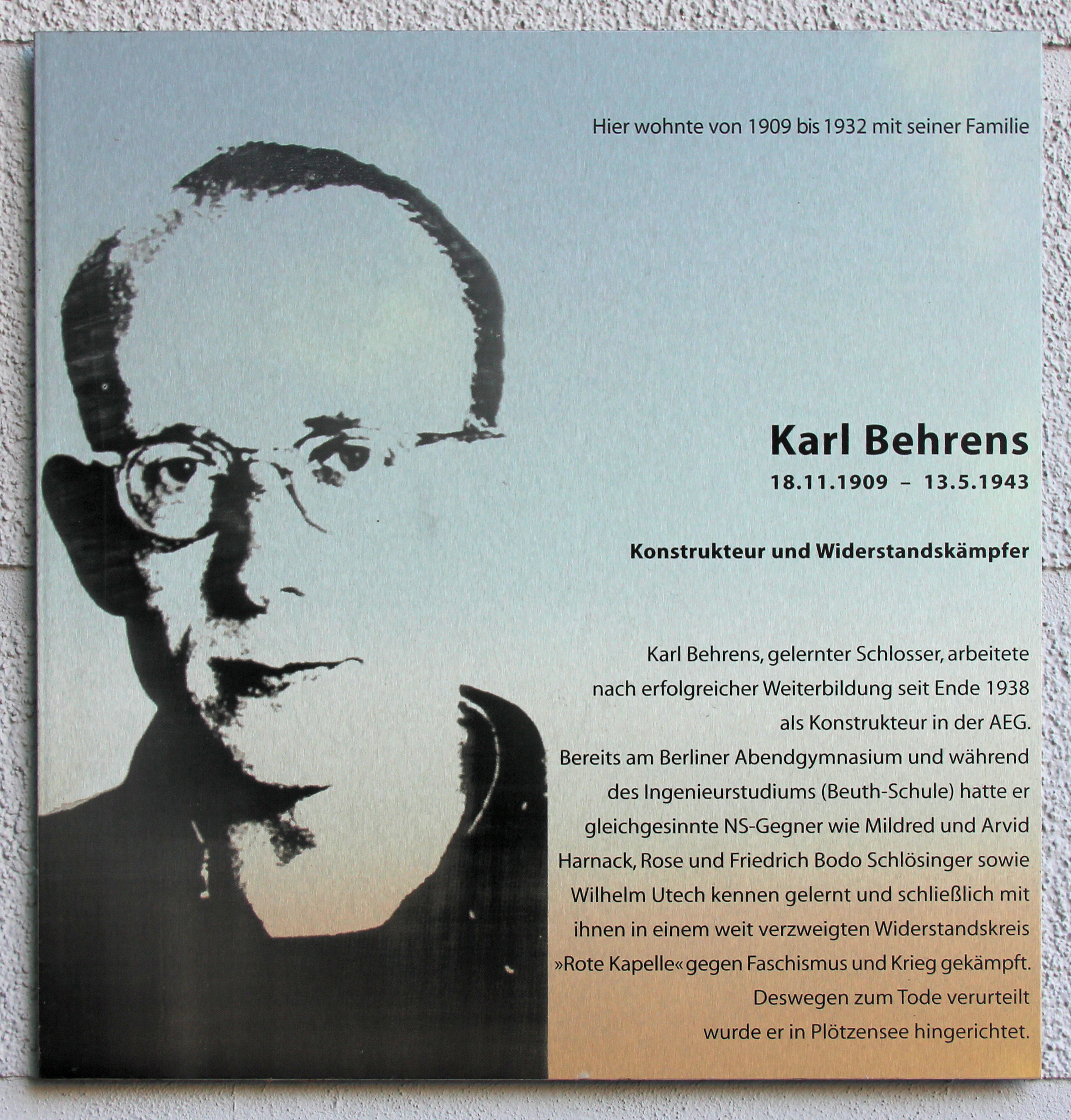
Gedenktafel am Haus Yorckstraße 22, in Berlin-Kreuzberg

Karl Behrens (* 18. November 1909 in Berlin; † 13. Mai 1943 in Berlin-Plötzensee) war ein Werkzeugkonstrukteur und Widerstandskämpfer gegen den Nationalsozialismus. Er gehörte dem Kreis um die Rote Kapelle an und war zusammen mit Walter Homann und anderen in einer Widerstandsgruppe in der AEG tätig.

## Leben
Karl Behrens absolvierte eine Schlosserlehre und wurde anschließend arbeitslos. Aus der Pfadfinderjugend kommend, schloss er sich 1929 der SA an und trat der NSDAP bei. Im April 1931 wurde er aus der Partei ausgestoßen, weil er Walther Stennes bei dessen Putschversuch gegen Hitler unterstützt hatte. 1931 schloss er sich vorübergehend der „Schwarzen Front“ Otto Strassers an und wechselte Ende 1932 zur KPD. Seit 1932 besuchte er ein Berliner Abendgymnasium und nach dem Abitur die Beuth-Schule im Wedding (jetzt Beuth-Hochschule für Technik Berlin). Am Berliner Abendgymnasium erteilte die Amerikanerin Mildred Harnack-Fish Englischunterricht. Karl Behrens stieß zu dem oppositionellen Diskussionskreis um das Ehepaar Mildred und Arvid Harnack. Karl Behrens, der bei der AEG-Turbinenfabrik als Konstrukteur arbeitete, wurde einer von Harnacks engsten Mitstreitern im Widerstand. Er stellte dem sowjetischen Nachrichtendienst NKGB, der ihn unter dem Decknamen Lutschisti (Leuchtender) führte, politische, wirtschaftliche und militärische Informationen zur Verfügung.
Im Mai 1942 wurde Behrens zur Artillerie eingezogen. Karl Behrens wurde wegen seiner Kontakte zu den Harnacks Mitte September 1942 in seinem Truppenteil an der Ostfront vor Leningrad verhaftet, nach Berlin gebracht, nach langen Verhören durch die Gestapo am 19. Januar 1943 vom Reichskriegsgericht verurteilt und am 13. Mai 1943 im Strafgefängnis Berlin-Plötzensee enthauptet. Er hinterließ seine Frau Cläre, die er am 25. Februar 1939 geheiratet hatte, mit zwei Söhnen und einer Tochter. Er lebte zuletzt in der Katzbachstraße 13 in Berlin-Kreuzberg. Er war „gottgläubig“.

## Ehrungen
- Am 6. Oktober 1969 wurde ihm von der Sowjetunion posthum der Orden des Vaterländischen Krieges Erster Stufe verliehen.[5][2]

- Am 18. November 2009 wurde vom Bezirksamt Friedrichshain-Kreuzberg eine Gedenktafel am ehemaligen Wohnhaus von Karl Behrens Yorckstraße 22 (Eckhaus zur Möckernstraße 91) eingeweiht.
- Karl Behrens wird mit einem Stolperstein in der Huttenstraße 12 in Berlin-Moabit geehrt.